# Emmanuel de Crussol d'Uzès
Amable Antoine Jacques Emmanuel de Crussol, duc de Crussol (1842-1872) puis 12e duc d'Uzès (1872), est un militaire et homme politique français né à Paris le 18 janvier 1840 et mort dans la même ville le 28 novembre 1878.

## Biographie
Fils de Géraud de Crussol d'Uzès (1808-1872), 11e duc d'Uzès, et de la duchesse née Françoise de Talhouët-Roy (1818-1863), Emmanuel de Crussol d'Uzès entre en 1857 à l'École spéciale militaire de Saint-Cyr dont il sort en 1859 dans un rang moyen. Il est nommé sous-lieutenant au 3e régiment de hussards et ne reçoit qu'en 1864 ses galons de lieutenant, malgré des notes honorables.
Il est défiguré par un accident de chasse le 5 décembre 1866, au cours duquel il reçoit un coup de fusil tiré par son beau-frère, le vicomte d'Hunolstein, et perd un œil.
Le 10 mai 1867, il épouse à Paris Anne de Rochechouart-Mortemart (1847-1933). Ils ont quatre enfants :
1. Jacques Marie Géraud (1868-1893), 13e duc d'Uzès en 1878, mort sans alliance et sans postérité ;
2. Simone Louise Laure (1870-1946), qui épouse en 1889 Honoré d'Albert de Luynes (1868-1924), 10e duc de Luynes et de Chevreuse, dont postérité ;
3. Louis Emmanuel (1871-1943), 14e duc d'Uzès en 1893, qui épouse en 1894 Thérèse d'Albert de Luynes (1876-1941), dont postérité, et, après avoir divorcé en 1938, se remarie en 1940 avec une Américaine, Josephine Angela (1888-1965) ;
4. Mathilde Renée (1875-1908), qui épousa en 1894 François de Cossé-Brissac (en) (1868-1944), 11e duc de Brissac, dont postérité (Pierre de Cossé Brissac).

Peu après son mariage, en 1867, Emmanuel de Crussol quitte l'armée. Il échoue aux élections au Corps législatif le 24 mai 1869 comme candidat indépendant dans la 2e circonscription du Gard (Uzès), que son père avait déjà représentée à la chambre basse du Second Empire de 1852 à 1857. Mais il est élu représentant à l'Assemblée nationale dans cette même circonscription le 8 février 1871 et prend place à l'extrême-droite, se faisant inscrire à la Réunion Colbert et au Cercle des Réservoirs. Il fait partie de la commission du budget et vote pour la paix, pour l'abrogation des lois d'exil, pour la pétition des évêques, pour la démission de Thiers, pour le septennat, pour le ministère de Broglie, contre l'amendement Wallon et les lois constitutionnelles de 1875. Il ne se représente pas aux élections de 1876.
Il fonde en 1871 le fameux « Rallye-Bonnelles », équipage de chasse à courre qui découple en forêt de Rambouillet.

## Résidences
- Hôtel de Vaudreuil à Paris : situé n° 7, rue de la Chaise (7e arrondissement)
- Château de Bonnelles à Bonnelles (actuel département des Yvelines) : hérité de son père en 1872
- Château de La Celle à La Celle-les-Bordes : acquis aux enchères le 14 mai 1870
- Château de Villette à Ménestreau-en-Villette : construit pour le duc en 1873

### Sources
- Patrick de Gmeline, La duchesse d'Uzès. 1847-1933, Paris, Perrin, 1993  (ISBN 978-2262004248)
- « Emmanuel de Crussol d'Uzès », dans Adolphe Robert et Gaston Cougny, Dictionnaire des parlementaires français, Edgar Bourloton, 1889-1891 [détail de l’édition]